# Tenkile
Dendrolagus scottae · Dendrolague de Scott
Espèce
Statut de conservation UICN

 CR A4cd : 
En danger critique
Le Tenkile ou Dendrolague de Scott (Dendrolagus scottae) est une espèce de marsupiaux arboricoles de la famille des Macropodidae. Il est endémique en Nouvelle-Guinée.

## Répartition
Il vit dans les  forêts des monts Torricelli et sur le mont Menawa entre 900 et 2 000 m, dans le Nord-Ouest de la Papouasie-Nouvelle-Guinée. Il est très proche du Dendrolague de Doria qui, lui, vit dans les monts du centre du pays. Son territoire ne dépasse probablement pas cinquante kilomètres carrés. Les animaux du mont Menawa sont beaucoup plus petits que les animaux des monts Torricelli et pourraient représenter une sous-espèce distincte.

## Description
C'est un gros kangourou arboricole noir dont la queue est plus longue que celle du Dendrolague de Doria. La longueur tête-corps est de 61 à 62,5 cm, la longueur de la queue de 52,5 à 59 cm et son poids varie de 9 à 11,5 kg.
Il passe beaucoup de temps sur le sol à manger des feuilles.
L'espèce est fortement menacée par la chasse et la déforestation.

## Classification
Le nom valide complet (avec auteur) de ce taxon est Dendrolagus scottae Flannery & Seri (d), 1990,.
Ce taxon porte en français le nom vernaculaire ou normalisé suivant : Dendrolague de Scott.

## Étymologie
Son épithète spécifique, scottae, lui a été donnée en l'honneur de la philanthrope Winifred Violet Scott (d) (?-1985) en reconnaissance d'avoir financé les recherches de Tim Flannery.

## Publication originale
- (en) Tim F. Flannery et Lester Seri, « Dendrolagus scottae n.sp. (Marsupialia: Macropodidae): a new tree-kangaroo from Papua New Guinea », Records of the Australian Museum, Sydney, Australian Museum et Shane F. McEvey (d), vol. 42, no 3,‎ 16 novembre 1990, p. 237-245 (ISSN 0067-1975 et 2201-4349, OCLC 1385608, DOI 10.3853/J.0067-1975.42.1990.117, lire en ligne).